# Fryne inför Areopagen
Fryne inför Areopagen (franska: Phryné devant l'aréopage) är en oljemålning av den franske konstnären Jean-Léon Gérôme. Den målades 1861 och är sedan 1910 utställd på Hamburger Kunsthalle. 
Bilden föreställer Fryne från Thespiai, en berömd kurtisan i antikens Grekland, som enligt traditionen stod modell för Praxiteles staty Afrodite från Knidos. Gérômes målning visar henne under en rättegång vid Areopagdomstolen i Aten där hon stod anklagad för hädelse eftersom hon hade jämfört sin skönhet med gudinnan Afrodite. Hennes försvarare Hypereides ska, när det tycktes som om jurymedlemmarna var nära att fälla henne, ha dragit isär Frynes kläder och blottat hennes bröst för att beveka dem. Detta ska ha fått dem att gripas av rädsla för att döma en av Afrodites prästinnor till döden, och frikänna henne av medlidande. Centralt i bilden avbildas en staty av gudinnan Athena.
Målningen ställdes ut på Parissalongen 1861 där den väckte anstöt på grund av det erotiska motivet och för att konstnären trivialiserade den antika historien.